# Супер (фільм)
«Супер» (англ. Super) — пародійна чорна комедія режисера Джеймса Ганна.
Прем'єра фільму відбулася 12 вересня 2010 на Кінофестивалі в Торонто. У США стрічка вийшла в прокат 1 квітня 2011.

## Зміст
Головний герой Френк — звичайний хлопець. Після того, як його дружину спокушає драгдилер, бідолаха уявляє себе супергероєм, а відсутність суперздатностей успішно компенсує, озброївшись розвідним ключем.

## У ролях
- Рейн Вілсон — Френк д'Арбія / Багряний Болт
- Еллен Пейдж — Ліббі / Болтичка
- Лів Тайлер — Сара Хельгеленд
- Кевін Бейкон — драгдилер Жак
- Грегг Генрі — детектив Джон Фелкнер
- Майкл Рукер — Ейб
- Андре Ройо — Гемілтон
- Стівен Блекхарт — Квілл
- Шон Ганн — Тобі
- Натан Філліон — Святий Месник
- Лінда Карделліні — продавчиня у зоомагазині
- Стів Ейджі — покупець у магазині коміксів
- Роб Зомбі — Бог (голос)
- Джеймс Ганн — Демонвілл
- Мікаела Гувер — Холлі

## Знімальна група

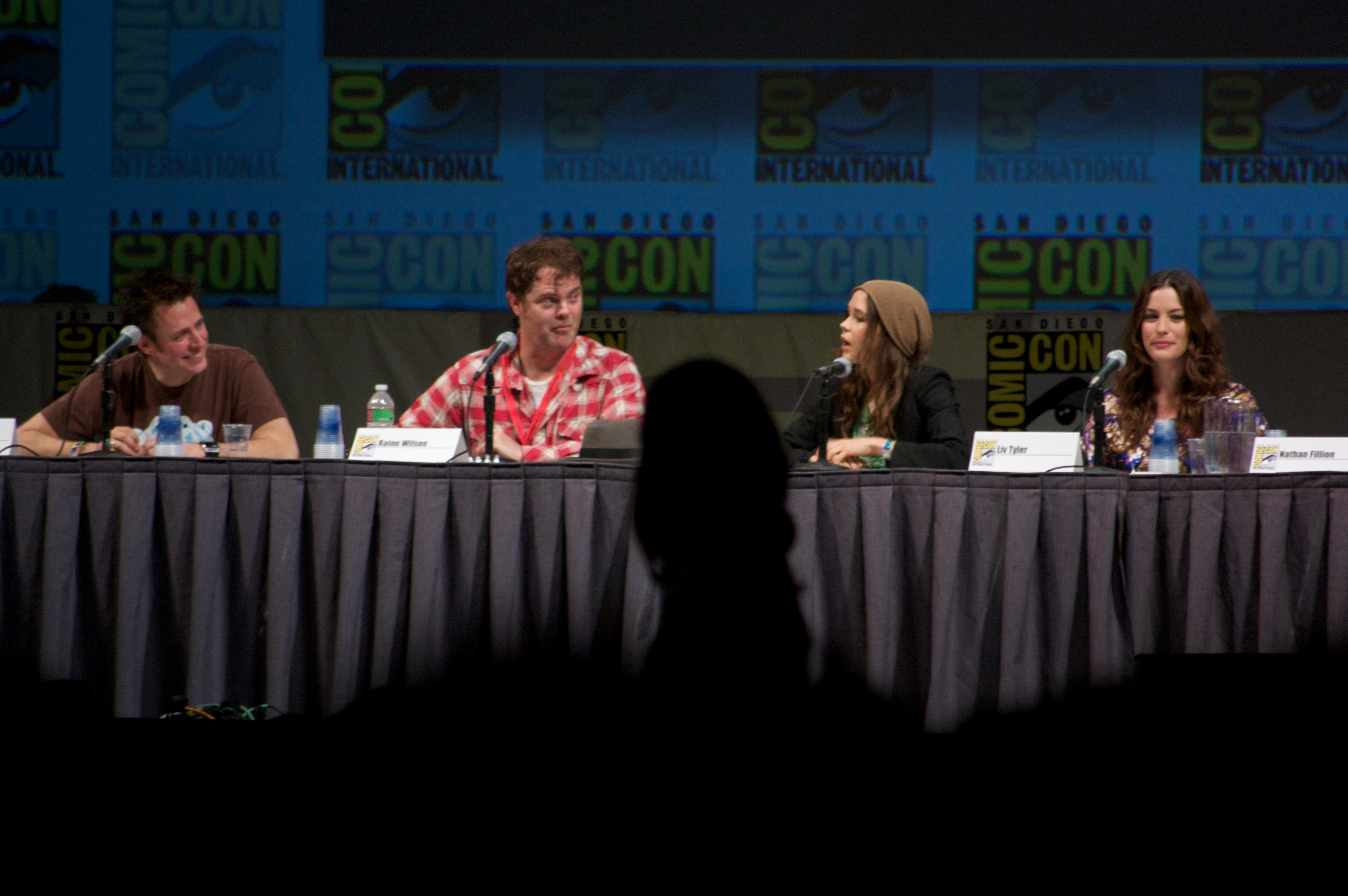
Режисер Джеймс Ганн і актори Рейн Вілсон, Еллен Пейдж і Лів Тайлер на Comic-Con в Сан-Дієго 2010

- Режисер — Джеймс Ганн
- Сценарист — Джеймс Ганн
- Продюсер — Міранда Бейлі, Тед Гоуп, Іддо Лемптон Еноксен мол.
- Оператор — Стів Гейнер
- Композитор — Тайлер Бейтс
- Монтаж — Кара Сільверман

## Виробництво
В інтерв'ю Ганн розповідав, що працював над сценарієм фільму з 2002 року, але йому було важко домогтися фінансування, оскільки продюсери вважали зміст фільму надто жорстокий та езотеричний.
Після створення фільму «Слизняк» Ганн фактично заморозив проект, поки його колишня дружина Дженна Фішер не переконала його продовжити роботу і порекомендувала її колегу по серіалу «Офіс» Рейна Вілсона на головну роль. Вілсон прочитав сценарій та вирішив, що хоче приєднатися до фільму, і, у свою чергу, надіслав сценарій Еллен Пейдж, з якою разом працював у фільмі «Джуно», яка негайно погодилася на роль Ліббі.
Фільм знімали з 9 грудня 2009 року по 24 січня 2010 року в Шривпорті, штат Луїзіана, з додатковими зйомками в будинку режисера Джеймса Ганна в Лос-Анджелесі, штат Каліфорнія. Магазин коміксів, показаний у фільмі, є справжнім магазином ComicSmash у Студіо-Сіті.